# Chiesa di San Marco Evangelista (Civezza)
La chiesa di San Marco Evangelista è un luogo di culto cattolico situato nel comune di Civezza, in piazza San Marco, in provincia di Imperia. La chiesa è sede della parrocchia omonima della diocesi di Albenga-Imperia.

## Storia e descrizione
La parrocchiale fu eretta su una costruzione preesistente, che subì rimaneggiamenti nel corso del XV secolo. Proprio di quest'epoca risultano essere i due altari laterali, rifatti con una fine lavorazione a mosaico.
L'attuale edificio è invece risalente alla rivisitazione barocca effettuata tra il 1777 e il 1783 su disegno e progetto di Tommaso Carrega.
L'interno della chiesa si presenta ad unica navata e, presso la volta, una raffigurazione affrescata ritrae San Marco con il leone, quest'ultimo dalle sembianze semi umane. Tra le opere d'arte una statua della Madonna, del 1645, e una tela del pittore Giacomo Martinetti nato a Barbengo, oggi Lugano. Martinetti è stato allievo di Antonio Ciseri. La tela posta a all’entrata raffigura Santa Francesca Romana in preghiera. L'altare maggiore in legno d'ulivo è stato scolpito nel 1982 da Ludovico Haddad.